# Petar Divnić
Petar Divnić (1520. – 1597.) je bio hrvatski renesansni pjesnik iz Šibenika.
Napisao je pjesmu U pohvalu grada Šibenika. Objavio ju je Alberto Fortis. Prevedena je na talijanski. Prema Fortisu, pjesma je "slobodni prijevod latinske pjesme Šibenčanina Ivana Nardina, zagrebačkog kanonika".
Divnić je napisao nekoliko nabožnih pjesama koje su ostale u rukopisu. Jednu je Petar Lucić unio u svoje djelo Vartal.